# Friedrich Baur (Unternehmer)
Friedrich Baur (* 11. Mai 1890 in Stadtsteinach; † 30. Oktober 1965 in Kulmbach) war ein deutscher Unternehmer und Mäzen. Er gründete den Baur Versand, bei Baurs Tod der viertgrößte Versender Deutschlands.

## Leben

### Jugend, Militärdienst, Ausbildung und erste Berufserfahrungen
Baur war eines von mehreren Kindern von Arthur Baur, königlich bayerischer Notar, und Annelies Baur, geb. Trumpler, Tochter eines Kommerzienrats in Worms. Eine seiner Schwestern war Klara Amanda Anna Baur, mit Künstlernamen Claire Bauroff. Geprägt von den beruflichen Stationen des Vaters besuchte Baur die Volksschule Neu-Ulm, das humanistische Gymnasium München und das Alte Gymnasium Bamberg. Er galt als begabter Schüler, gar als Primus.
1908 meldete sich Baur zum freiwilligen Militärdienst. 1910 wurde er zum Leutnant ernannt, 1911 zum Reserveoffizier. In der Zeit vor dem Ersten Weltkrieg hielt sich Baur in der britischen Kronkolonie Hongkong auf, um sich Erfahrungen im Außenhandel anzueignen. Am 14. August 1914 wurden er und zahlreiche Geschäftsleute verhaftet und am 17. Januar 1916 nach Australien in das Holsworthy-Internierungslager bei Sydney abtransportiert. Im Mai 1919 wurde er entlassen und traf am 18. Juli 1919 mit dem Gefangenenschiff „Willochra“ in Rotterdam ein.
Ab 1920 arbeitete er kurz für die Schuhfabrik Püls, Burgkunstadt, danach eine Bamberger Schuhfabrik und später für die mit landwirtschaftlichen Artikel und Schuhbedarfsartikeln handelnde Firma Hühnlein, Burgkunstadt. 1921 machte er sich u. a. zusammen mit den Hühnlein-Söhnen als Schuhgroßhändler in Bamberg selbständig. Man scheiterte allerdings noch in den Inflationsjahren.

### Unternehmertum und Stiftungsgründung
1925 gründete er zusammen mit seiner späteren Ehefrau Kathi sein eigenes Unternehmen, den heutigen Baur-Versand und damit den ersten Schuhversender Deutschlands. Das Konzept der Einkommensorientierung bei der Preisbildung übernahm Baur von C&A. Die Vertriebskonzepte Sammelbestellung und Teilzahlung ("10 zinslose Raten") führte er als erster in den Handel ein. Mit der „Machtergreifung“ hatte Baurs Unternehmen unter Kontrollen und Restriktionen zu leiden, das Versandhauswesen und er wurden Opfer einer Hetzkampagne im Bamberger Tagblatt. 1945 wurde Baurs Warenlager geplündert. Es entstand ein Schaden von 0,4 Millionen RM, der dem Umsatz des gleichen Jahres entsprach. Baur konnte 1948 die Versandhaustätigkeit wieder beginnen, nachdem er die Genehmigung der Militärregierung erhalten hatte und als „Entlasteter“ galt. 1949 wurde der erste Katalog gedruckt und ein Umsatz von bereits 5 Millionen DM erzielt. Innovation des Unternehmens in diesen Jahren war das „garantierte Rückgaberecht“.
Im gleichen Jahr schlossen die Eheleute Baur ein gemeinschaftliches Testament, um den Bestand des Unternehmens zu sichern. Mit dem gleichen Ziel wurde 1953 die Friedrich-Baur-Stiftung eingerichtet, auf die nach dem Tod der Gesellschafter die Firmenanteile übergehen sollten. Anspruch der Stiftung war, das Lebenswerk „auf Ewigkeit“ zu erhalten. Der Satzung zufolge sollten 80 % der Stiftungserträge an die Ludwig-Maximilian-Universität, München, zur Erforschung neuromuskulärer Krankheiten und 10 % an die Bayerische Akademie der Schönen Künste gehen. Im Rahmen der Stiftungsaktivitäten wurde so 1955 das Friedrich-Baur-Institut an der LMU zur Erforschung von spinaler Kinderlähmung eröffnet und inzwischen mehrmals ausgebaut und saniert; mit einem Teil der Mittel der LMU wird seit 2008 auch die Forschung am Lehrstuhl Biomaterialien der Universität Bayreuth gefördert. Für dieses Mäzenatentum feierte der Rheinische Merkur vom 11. Dezember 1953 Baur als einen „deutschen Nobel“. Bis zum Tod von Kathi Baur sah die Stiftung Zuzahlungen von 9,2 Mio. DM.
1953 holte Baur, selbst kinderlos, Anton Sattler ins Unternehmen. Dieser hatte in Wien und Prag Jura studiert und 1927 in Innsbruck in Staatswissenschaften promoviert und vielschichtige Erfahrungen in Führungspositionen unterschiedlicher Branchen gesammelt. Baur ernannte Sattler, der nach dem Urteil des Biographen der Baur-Geschwister „ausgesprochenes Gespür für ökonomische Entwicklungen besaß“, 1964 zu seinem Nachfolger. Sattler übte das Amt vereinbarungsgemäß bis zum Tod von Kathi Baur aus; mit dem 31. Dezember 1985 wechselte er in den Aufsichtsrat.
Baurs Versandunternehmen lebt heute in der vom einstigen Konkurrenten, der 1949 gegründeten Otto Group beherrschten Baur Versand GmbH & Co. KG fort. Spätestens seit Mitte der 1980er Jahre stagnierte die wirtschaftliche Entwicklung, wobei der auf Sattler folgenden Geschäftsführung gerade im Wiedervereinigungsprozess zu wenig Ideen und zu wenig Mut nachgesagt wird, die die prosperierende Entwicklung nicht nur unterbrochen, sondern umgekehrt hat. Den Vorstellungen Baurs, „niemals fremde Kapitalinteressen das Unternehmen beherrschen [zu lassen] und dadurch den Dienst am Kunden zugunsten unangemessenen Gewinnstrebens zurückdrängen [zu lassen]“, wurde das Führungsgremium der Baur-Stiftung durch den Teilverkauf an den Otto-Konzern formell nicht gerecht. Aus unterrichteten Kreisen wird behauptet, das Unternehmen Baur sah mit dem Teilverkauf die befürchtete Abwanderung von Kunden und Know-how zum Otto-Versand. Andererseits heißt es, beim Unternehmen Baur seien 2.100 Arbeitsplätze in Gefahr gewesen.

### Weiteres Engagement
Baur trat 1922 in die Kulmbacher Freimaurer-Loge „Friedrich zur Frankentreue“ ein, die sich zum Mittelpunkt des geistigen Lebens der Stadt Kulmbach entwickelte. Baur wurde 1932 Meister der Loge, entschloss sich aber in den Jahren nach der Wiedergründung 1947 zum Austritt, um dem Konflikt mit der katholischen Amtskirche auszuweichen.
Die Eheleute Baur unterstützten die befreundete Heimatdichterin Kuni Tremel-Eggert bei deren Entnazifizierungsprozess. 1947 gaben sie eidesstattlich zu Protokoll, u. a.: „Wir glauben mit gutem Gewissen, uns für ihre öffentliche und politische Harmlosigkeit verbürgen zu können.“

### Privates
Baur heiratete 1934 die seit 1919 an Poliomyelitis (spinale Kinderlähmung) leidende Kathi Schuh, die seit den 1920er Jahren seine Verlobte und Geschäftspartnerin war. Das Paar lebte mit Kathis Schwester, der unverheirateten und ihrer Schwester engstens verbundenen Kunigunde, zusammen. Baur lebte sparsam, z. B. indem er keine Einwände hatte, Bohnenkaffee mit dem Tauchsieder nochmals heiß zu machen. Er pflegte enge Kontakte zu seinen Mitarbeitern und stellte gute, übertarifliche Bezahlung sicher. Baur war passionierter Jäger. Mit einem anonymen Schreiben vom 7. Juni 1963 wurde das Unternehmerehepaar auf eine Zahlung von 0,5 Mio. DM erpresst. Weder wurde das Geld bezahlt noch der Täter gefasst.

### Tod
Friedrich Baur verstarb am 30. Oktober 1965 75-jährig im Kulmbacher Krankenhaus. Seit Juni 1962 war er dort stationär behandelt worden. Am 3. November wurde er unter großer Anteilnahme der Belegschaft, der Öffentlichkeit und Vertreter aus Politik, Wirtschaft, Kirche und Kultur in Burgkunstadt beerdigt. Der Trauerzug wurde von Zeitgenossen mit einer „feierlichen Prozession“ und einem „Staatsmann“ würdig beschrieben.

## Auszeichnungen
1953 wurde Baur von der medizinischen Fakultät der LMU die Ehrendoktorwürde verliehen. 1960 erhielt Baur aus der Hand von Bundespräsident Heinrich Lübke das große Verdienstkreuz mit Stern und Schulterband.
Baur war außerdem Ehrenbürger von Burgkunstadt und Altenkunstadt, Ehrensenator der Universität München, Inhaber des Bayerischen Verdienstordens. In Burgkunstadt und Altenkunstadt wurden Straßen nach ihm, aber auch seiner Ehefrau, benannt.

## Gemeinnütziges Engagement am Heimatort
Die Eheleute Baur verstanden sich zeitlebens als sozialverantwortliche Unternehmer, die sichere, generationenübergreifende Arbeitsplätze für viele Menschen schaffen wollten. Auch mit Blick auf die sozialen Voraussetzungen für die weitere wirtschaftliche Entwicklung des Unternehmens förderte Baur maßgeblich den Bau sozialer, aber auch kultureller und kirchlicher Infrastruktur in Burgkunstadt. 1952 entstanden 54 Wohnungen in der späteren „Dr.-Friedrich-Baur-Siedlung“. 1954 wurde das neue Theresien-Kinderheim fertiggestellt. 1956 wurde die Sanierung der Pfarrkirche abgeschlossen. 1957 wurde das neugebaute katholische Jugendheim eingeweiht. 1958 wurde die umfangreiche Sanierung der Fünf-Wunden-Kapelle abgeschlossen. 1964 erfolgte – noch zu Lebzeiten Baurs – der Spatenstich für das Kathi-Baur-Altenheim „St. Heinrich“. Zudem wurden der Bau von städtischen Sportanlagen inklusive Hallenschwimmbad und die Sanierung der Kirche in Kirchlein finanziert. Insgesamt wurden so zwischen 1953 und 1984 rund 37 Mio. DM gespendet.
2002 wurde in Altenkunstadt das Friedrich-Baur-Seniorenzentrum "St. Kunigund" eröffnet, das 2010 erweitert wurde. Anders als beim Kathi-Baur-Altenheim Burgkunstadt blieb das Unternehmen Baur in Form der Stiftung hier Eigentümer und verpachtet es (mit Gewinnerzielungsabsicht) an den Heimbetreiber Caritas. 2013 wurde das Areal ergänzt durch das "In der Heimat wohnen"-Altenzentrum.

## Die Phase der Testamentsvollstreckung
Im gemeinsamen Testament von 1957 trafen Baur und seine Ehefrau „bis ins Einzelne“ Verfügungen. Mit Blick auf die Stiftung sollten unter anderem die beim eigenen Ableben einzusetzenden Testamentsvollstrecker auch Mitglied des Stiftungskuratoriums werden. Die Stiftung selbst sollte von einem sechsköpfigen Kuratorium geleitet werden, ab 1960 von sieben Personen unter Einschluss des Bayerischen Ministerpräsidenten. Vorgesorgt wurde auch für Interessenkonflikte bei politisch Tätigen: Diese sollten ehrenamtlich arbeiten, wenn sie aufgrund ihres Amts keine Honorare nehmen konnten. Die Testamentsvollstrecker sollten jeweils mit 0,25 Promille vom Jahresumsatz vergütet werden. Aufgrund der überaus positiven Umsatzentwicklung korrigierte Kathi Baur in ihrem Testament 1977 die Vergütung auf 60.000 DM je Testamentsvollstrecker und begrenzte sie damit.
Nach dem Tod von Kathi Baur 1984 wurden die Testamentsvollstrecker, darunter der Bayerische Ministerpräsident Franz Josef Strauß sowie der Vorstandsvorsitzende von Daimler-Benz Joachim Zahn, wie vorgesehen Mitglied des Stiftungskuratoriums. Der Stiftungssitz wurde nach München verlegt, wobei die Verwaltungsfunktionen der Stiftung von einer eigens eingerichteten Gesellschaft mit Sitz in München übernommen wurden. Das Testament der Kathi Baur wurde überprüft und für nicht rechtswirksam erachtet, „da ein gemeinsam geschlossenes Testament nicht einseitig geändert werden kann“. So wurde die Arbeit der Testamentsvollstrecker mit dem ursprünglich vorgesehenen, deutlich höheren Betrag vergütet. Da es bei der Differenz um mehrere Millionen DM ging, war das Erbe des kinderlosen Unternehmers Friedrich Baur nach Rücktritt von Ministerpräsident Max Streibl 1993, in der sogenannten Amigo-Affäre, auch Thema des Untersuchungsausschusses im Bayerischen Landtag. Erst Streibls Nachfolger, Edmund Stoiber, verzichtete nach einem Bericht des Magazins „Stern“ auf die jährlich fließenden 300.000 DM. Von den drei weiteren Testamentsvollstreckern neben dem Bayerischen Ministerpräsidenten (Joachim Zahn, Christian Schnicke/KPMG, Günter Kadner) ist ein solcher Verzicht nicht bekannt. Die Initiative des Baur-Neffen Wolf Streifeneder zur endgültigen juristischen Klärung des Testaments von Kathi Baur wurde 1994 seitens der Testamentsvollstrecker nicht aufgegriffen. Die Testamentsvollstreckung endete mit dem 31. Oktober 1995.

## Zitate von Friedrich Baur, Urteile über Friedrich Baur
„Im Mittelpunkt des Denkens und Handelns sollte immer der Mensch stehen.“

„Ja, Herr Otto, Geld verdienen ist nicht schwer, aber Geld anlegen macht schon Kopfzerbrechen.“

„Friedrich Baur war eine imponierende Unternehmerpersönlichkeit mit einer Haltung einem Ehrenkodex, wie man sie selten antrifft.“

„Baur hatte ein besonderes Prinzip: Wenn er Ware kaufte, drückte er nicht den Einkaufspreis, sondern strebte eine besondere Qualität an. […] Seine Stärke war es, den Kunden nie zu enttäuschen.“

## Film
2019 entstand ein Filmportrait von Friedrich Baur mit dem Titel „Ein Leben voller Leben: Friedrich Baur – Ein deutscher Macher“ Aspekte der schriftlichen Baur-Biographie werden darin multimedial zusammengetragen und mit Luftaufnahmen der heutigen Baur-Betriebsanlagen, (wenigen) Bewegtbildern von Friedrich Baur und Zeitzeugenaussagen ergänzt. Kritisiert wurde die Dokumentation, vom Pressesprecher der Otto Group redaktionell verantwortet, für die Idealisierung der Rolle des Baur-Unternehmens im Otto-Konzernverbund, die problematische Testamentsvollstreckung und die Wertschöpfungsverluste bei Baur durch Ausweitung des Anteils prekärer Arbeitsverhältnisse.